# Telebasis versicolor
Telebasis versicolor – gatunek ważki z rodziny łątkowatych (Coenagrionidae). Występuje na terenie Ameryki Południowej.